# 山崎断層
山崎断層（やまさきだんそう）は、岡山県美作市（旧勝田町）から兵庫県三木市に至る活断層帯で、複数の断層によって構成されるため正確には山崎断層帯である。

## 構成断層
那岐山断層帯、山崎断層帯主部、草谷断層の３つの起震断層に区分される。
那岐山断層帯岡山県苫田郡鏡野町から岡山県勝田郡奈義町に至る長さ約32km、東西方向に延び、断層帯の北側が南側に対して相対的に隆起する断層帯。
- 声ヶ乢断層、那岐山断層、那岐池断層

山崎断層帯主部岡山県美作市から兵庫県三木市に至る断層帯。ほぼ西北西−東南東方向に一連の断層が連なるように分布し長さは約79km。左横ずれが卓越する。この一部である安富断層は中国自動車道福崎IC - 山崎IC間直下にあり、土万断層および琵琶甲断層も近接している。
- （山崎断層帯主部・北西部）大原断層、土万断層、安富断層、暮坂峠断層
- （山崎断層帯主部・南東部）琵琶甲断層、三木断層

草谷断層兵庫県三木市から兵庫県加古川市にかけて分布する断層。長さ約13km、東北東−西南西方向に延び、右横ずれが卓越する。

## 地震
- 868年に発生した播磨国地震の震源と推定されている[3][1][4]。
- 周辺は1990年に上月町で発生した地震以降平穏であったが、2016年に入り小規模地震が相次いでいる[5]。

## 評価
- 断層帯主部の左横ずれの平均変位速度は概ね1m/千年とされており、A級の活断層に分類される。
- 2016年に地震本部から公表された30年以内の地震発生率は2～3パーセントで、やや高い部類に位置する。

## 対応
- 2006年にJR西日本が姫路駅構内で行った脱線復旧訓練では、山崎断層を震源とする大規模地震が発生したとの想定の下、実施された。